# Campeonato Europeo de Voleibol Masculino de 2007
El XXV Campeonato Europeo de Voleibol Masculino se celebró en Rusia entre el 6 y el 16 de septiembre de 2007 bajo la organización de la Confederación Europea de Voleibol (CEV) y la Federación Rusa de Voleibol.
La selección española, tras mostrar madurez y constancia en todo el torneo, se impuso en la final contra el equipo anfitrión y se levantó con el título de campeón europeo, consiguiendo así la primera medalla de cualquier campeonato mundial o europeo de voleibol para España.

## Sedes
| Grupo | Ciudad          | Instalación                  | Capacidad |
| ----- | --------------- | ---------------------------- | --------- |
| A y C | San Petersburgo | Palacio Deportivo Yubileini  | 7100      |
| B y D | Moscú           | Complejo Deportivo Olimpiski |           |

## Grupos
| Grupo A      | Grupo B | Grupo C    | Grupo D   |
| ------------ | ------- | ---------- | --------- |
| Serbia       | Rusia   | España     | Italia    |
| Grecia       | Polonia | Francia    | Croacia   |
| Países Bajos | Turquía | Eslovaquia | Bulgaria  |
| Alemania     | Bélgica | Eslovenia  | Finlandia |

## Primera fase

### Grupo A
| Equipo       | J | G | P | SG | SP | DS | PTS |
| ------------ | - | - | - | -- | -- | -- | --- |
| Serbia       | 3 | 2 | 1 | 7  | 4  | +3 | 5   |
| Alemania     | 3 | 2 | 1 | 6  | 4  | +2 | 5   |
| Países Bajos | 3 | 1 | 2 | 5  | 6  | -1 | 4   |
| Grecia       | 3 | 1 | 2 | 4  | 8  | -4 | 4   |

- Resultados

| Fecha | Hora² | Partido¹     | Partido¹ | Partido¹     | Resultado |
| ----- | ----- | ------------ | -------- | ------------ | --------- |
| 06.09 | 17:30 | Países Bajos | -        | Serbia       | 0-3       |
| 07.09 | 15:00 | Grecia       | -        | Países Bajos | 3-2       |
| 07.09 | 20:00 | Serbia       | -        | Alemania     | 1-3       |
| 08.09 | 17:30 | Alemania     | -        | Grecia       | 3-0       |
| 09.09 | 15:00 | Alemania     | -        | Países Bajos | 0-3       |
| 09.09 | 20:00 | Serbia       | -        | Grecia       | 3-1       |

- (¹) -  Todos en San Petersburgo
- (²) -  Hora local de Rusia (UTC+3)

### Grupo B
| Equipo  | J | G | P | SG | SP | DS | PTS |
| ------- | - | - | - | -- | -- | -- | --- |
| Rusia   | 3 | 3 | 0 | 9  | 0  | +9 | 6   |
| Bélgica | 3 | 2 | 1 | 6  | 6  | 0  | 5   |
| Polonia | 3 | 1 | 2 | 4  | 7  | -3 | 4   |
| Turquía | 3 | 0 | 3 | 3  | 9  | -6 | 3   |

- Resultados

| Fecha | Hora² | Partido¹ | Partido¹ | Partido¹ | Resultado |
| ----- | ----- | -------- | -------- | -------- | --------- |
| 06.09 | 17:30 | Bélgica  | -        | Rusia    | 0-3       |
| 07.09 | 15:00 | Polonia  | -        | Bélgica  | 1-3       |
| 07.09 | 20:00 | Rusia    | -        | Turquía  | 3-0       |
| 08.09 | 17:30 | Turquía  | -        | Polonia  | 1-3       |
| 09.09 | 15:00 | Turquía  | -        | Bélgica  | 2-3       |
| 09.09 | 20:00 | Rusia    | -        | Polonia  | 3-0       |

- (¹) -  Todos en Moscú
- (²) -  Hora local de Rusia (UTC+3)

### Grupo C
| Equipo     | J | G | P | SG | SP | DS | PTS |
| ---------- | - | - | - | -- | -- | -- | --- |
| España     | 3 | 3 | 0 | 9  | 1  | +8 | 6   |
| Francia    | 3 | 2 | 1 | 6  | 4  | +2 | 5   |
| Eslovaquia | 3 | 1 | 2 | 4  | 7  | -3 | 4   |
| Eslovenia  | 3 | 0 | 3 | 2  | 9  | -5 | 3   |

- Resultados

| Fecha | Hora² | Partido¹   | Partido¹ | Partido¹   | Resultado |
| ----- | ----- | ---------- | -------- | ---------- | --------- |
| 06.09 | 15:00 | Eslovenia  | -        | España     | 1-3       |
| 06.09 | 20:00 | Eslovaquia | -        | Francia    | 1-3       |
| 07.09 | 17:30 | Eslovaquia | -        | Eslovenia  | 3-1       |
| 08.09 | 15:00 | España     | -        | Eslovaquia | 3-0       |
| 08.09 | 20:00 | Francia    | -        | Eslovenia  | 3-0       |
| 09.09 | 17:30 | España     | -        | Francia    | 3-0       |

- (¹) -  Todos en San Petersburgo
- (²) -  Hora local de Rusia (UTC+3)

### Grupo D
| Equipo    | J | G | P | SG | SP | DS | PTS |
| --------- | - | - | - | -- | -- | -- | --- |
| Finlandia | 3 | 2 | 1 | 8  | 4  | +4 | 5   |
| Bulgaria  | 3 | 2 | 1 | 6  | 5  | +1 | 5   |
| Italia    | 3 | 2 | 1 | 6  | 6  | 0  | 5   |
| Croacia   | 3 | 0 | 3 | 4  | 9  | -5 | 3   |

- Resultados

| Fecha | Hora² | Partido¹  | Partido¹ | Partido¹  | Resultado |
| ----- | ----- | --------- | -------- | --------- | --------- |
| 06.09 | 15:00 | Croacia   | -        | Bulgaria  | 2-3       |
| 06.09 | 20:30 | Finlandia | -        | Italia    | 2-3       |
| 07.09 | 17:30 | Croacia   | -        | Finlandia | 1-3       |
| 08.09 | 15:00 | Bulgaria  | -        | Finlandia | 0-3       |
| 08.09 | 20:00 | Italia    | -        | Croacia   | 3-1       |
| 09.09 | 17:30 | Italia    | -        | Bulgaria  | 0-3       |

- (¹) -  Todos en Moscú
- (²) -  Hora local de Rusia (UTC+3)

## Segunda fase
Clasifican los tres mejores equipos de cada grupo y se distribuyen en dos grupo, el E con los tres primeros de los grupos A y C y el F con los tres primeros de los grupos B y D. Cada equipo inicia esta segunda fase con los puntos que consiguieron en la primera fase, exceptuando los puntos obtenidos en el partido con el equipo eliminado.

### Grupo E
| Equipo       | J | G | P | SG | SP | DS  | PTS |
| ------------ | - | - | - | -- | -- | --- | --- |
| España       | 5 | 5 | 0 | 15 | 4  | +11 | 10  |
| Serbia       | 5 | 3 | 2 | 12 | 8  | +4  | 8   |
| Alemania     | 5 | 3 | 2 | 10 | 7  | +3  | 8   |
| Países Bajos | 5 | 3 | 2 | 10 | 9  | +1  | 8   |
| Francia      | 5 | 1 | 4 | 7  | 13 | -6  | 6   |
| Eslovaquia   | 5 | 0 | 4 | 2  | 15 | -13 | 5   |

- Resultados

| Fecha | Hora² | Partido¹     | Partido¹ | Partido¹   | Resultado |
| ----- | ----- | ------------ | -------- | ---------- | --------- |
| 11.09 | 15:00 | Países Bajos | -        | España     | 1-3       |
| 11.09 | 17:30 | Serbia       | -        | Francia    | 3-2       |
| 11.09 | 20:00 | Alemania     | -        | Eslovaquia | 3-0       |
| 12.09 | 15:00 | Países Bajos | -        | Francia    | 3-2       |
| 12.09 | 17:30 | Alemania     | -        | España     | 1-3       |
| 12.09 | 20:00 | Serbia       | -        | Eslovaquia | 3-0       |
| 13.09 | 15:00 | Alemania     | -        | Francia    | 3-0       |
| 13.09 | 17:30 | Serbia       | -        | España     | 2-3       |
| 13.09 | 20:00 | Países Bajos | -        | Eslovaquia | 3-1       |

- (¹) -  Todos en San Petersburgo
- (²) -  Hora local de Rusia (UTC+3)

### Grupo F
| Equipo    | J | G | P | SG | SP | DS  | PTS |
| --------- | - | - | - | -- | -- | --- | --- |
| Rusia     | 5 | 5 | 0 | 15 | 4  | +11 | 10  |
| Finlandia | 5 | 3 | 2 | 13 | 7  | +6  | 8   |
| Italia    | 5 | 3 | 2 | 11 | 10 | +1  | 8   |
| Bulgaria  | 5 | 3 | 2 | 9  | 9  | 0   | 8   |
| Bélgica   | 5 | 1 | 4 | 5  | 13 | -8  | 6   |
| Polonia   | 5 | 0 | 5 | 5  | 15 | -10 | 5   |

- Resultados

| Fecha | Hora² | Partido¹ | Partido¹ | Partido¹  | Resultado |
| ----- | ----- | -------- | -------- | --------- | --------- |
| 11.09 | 15:00 | Polonia  | -        | Finlandia | 0-3       |
| 11.09 | 17:30 | Bélgica  | -        | Italia    | 0-3       |
| 11.09 | 20:00 | Rusia    | -        | Bulgaria  | 3-0       |
| 12.09 | 15:00 | Bélgica  | -        | Finlandia | 1-3       |
| 12.09 | 17:30 | Polonia  | -        | Bulgaria  | 2-3       |
| 12.09 | 20:00 | Rusia    | -        | Italia    | 3-2       |
| 13.09 | 15:00 | Bélgica  | -        | Bulgaria  | 1-3       |
| 13.09 | 17:30 | Polonia  | -        | Italia    | 2-3       |
| 13.09 | 20:00 | Rusia    | -        | Finlandia | 3-2       |

- (¹) -  Todos en Moscú
- (²) -  Hora local de Rusia (UTC+3)

## Ronda final
|  | Semifinales | Semifinales |   |           | Final         | Final |  |
|  |             |             |   |           |               |       |  |
|  |             |             |   |           |               |       |  |
|  |             |             |   |           |               |       |  |
|  | España      | 3           |   |           |               |       |  |
|  | Finlandia   | 2           |   |           |               |       |  |
|  |             |             |   |           |               |       |  |
|  |             |             |   |           |               |       |  |
|  |             |             |   |           | España        | 3     |  |
|  |             | Rusia       | 2 |           |               |       |  |
|  |             |             |   |           |               |       |  |
|  |             |             |   |           |               |       |  |
|  |             |             |   |           | Tercer Puesto |       |  |
|  |             |             |   |           |               |       |  |
|  | Serbia      | 0           |   | Finlandia | 1             |       |  |
|  | Rusia       | 3           |   |           | Serbia        | 3     |  |

### Semifinales
| Fecha | Hora² | Partido¹ | Partido¹ | Partido¹  | Resultado |
| ----- | ----- | -------- | -------- | --------- | --------- |
| 15.09 | 17:30 | España   | -        | Finlandia | 3-2       |
| 15.09 | 20:00 | Serbia   | -        | Rusia     | 0-3       |

- (¹) -  En Moscú
- (²) -  Hora local de Rusia (UTC+3)

### Tercer lugar
| Fecha | Hora² | Partido¹  | Partido¹ | Partido¹ | Resultado |
| ----- | ----- | --------- | -------- | -------- | --------- |
| 16.09 | 15:30 | Finlandia | -        | Serbia   | 1-3       |

- (¹) -  En Moscú
- (²) -  Hora local de Rusia (UTC+3)

### Final
| Fecha | Hora² | Partido¹ | Partido¹ | Partido¹ | Resultado |
| ----- | ----- | -------- | -------- | -------- | --------- |
| 16.09 | 18:00 | España   | -        | Rusia    | 3-2       |

- (¹) -  En Moscú
- (²) -  Hora local de Rusia (UTC+3)

## Medallero
|        |       |        |
| España | Rusia | Serbia |

## Clasificación final
| 1. España       |
| 2. Rusia        |
| 3. Serbia       |
| 4. Finlandia    |
| 5. Alemania     |
| 6. Italia       |
| 7. Países Bajos |
| 8. Francia      |
| 9. Bulgaria     |
| 10. Bélgica     |
| 11. Polonia     |
| 12. Eslovaquia  |
| 13. Grecia      |
| 14. Croacia     |
| 15. Turquía     |
| 16. Eslovenia   |

- Datos: Q221003